# Ноам (партия)
Ноам (ивр. נעם‎) — национальная ортодоксальная еврейская политическая партия в Израиле. Партия выступает за укрепление еврейского самосознания, реакцию в политике, гетеронормативность и противостояние прогрессивизму и правам ЛГБТ.
В кнессете 25-го созыва партия получила одно место, которое занял лидер партии Ави Маоз.

## История
Партия была создана в июле 2019 года в рамках подготовки к выборам в Кнессет двадцать второго созыва Ави Маозом, бывшим генеральным директором министерств внутренних дел и жилищного строительства (1999—2004). Ави Маоз вместе с раввином Арье Дрором, раввином Итаем Ха-Леви, Игалем Ханааном и Ариэлем Шахаром получили благословение раввина Цви Тау и собрали около полутора миллионов шекелей в краудфандинге. Для участия в выборах члены партии приобрели партию «Движение», которая в то время была созданной, но недействующей партией.

## Выборы в кнессет 24 созыва
В рамках подготовки к выборам в Кнессет двадцать четвёртого созыва, на посту лидера партии Арье Дрора сменил Ави Маоз.
Партия вела переговоры с партией «Оцма Йехудит» во главе с Итамаром Бен-Гвиром об объединении в технический блок. Союз не состоялся, в том числе из-за противодействия лидеров партии «Ноам» желанию партии «Оцма Йехудит» включить женщин и светских кандидатов в совместный список.
В январе 2020 года партия объявила об открытии переписи населения в рамках подготовки к выборам в Кнессет 24 созыва. В то же время председателем партии был назначен Ави Маоз.
31 января 2021 года партия объявила о совместной кампании с партией «Оцма Йехудит». 3 февраля 2021 года две партии подписали соглашение о совместной работе в техническом блоке с партией «Ткума», и Маоз занял шестое место в списке в кнессете 24-го созыва.

## Выборы в кнессет 25 созыва
В преддверии выборов в Кнессет двадцать пятого созыва, партия «Ноам» объявила 28 августа 2021 года, что будет баллотироваться независимо. Но уже 14 сентября объявила, что вернулась к блоку религиозного сионизма. Ави Маоз занял 11-е место в списке блока религиозного сионизма на выборах в Кнессет 25-го созыва, которые прошли 1 ноября 2022 года. Блок получил 14 мест и Ави Маоз опять стал депутатом кнессета.